# Nieśmiertelnik

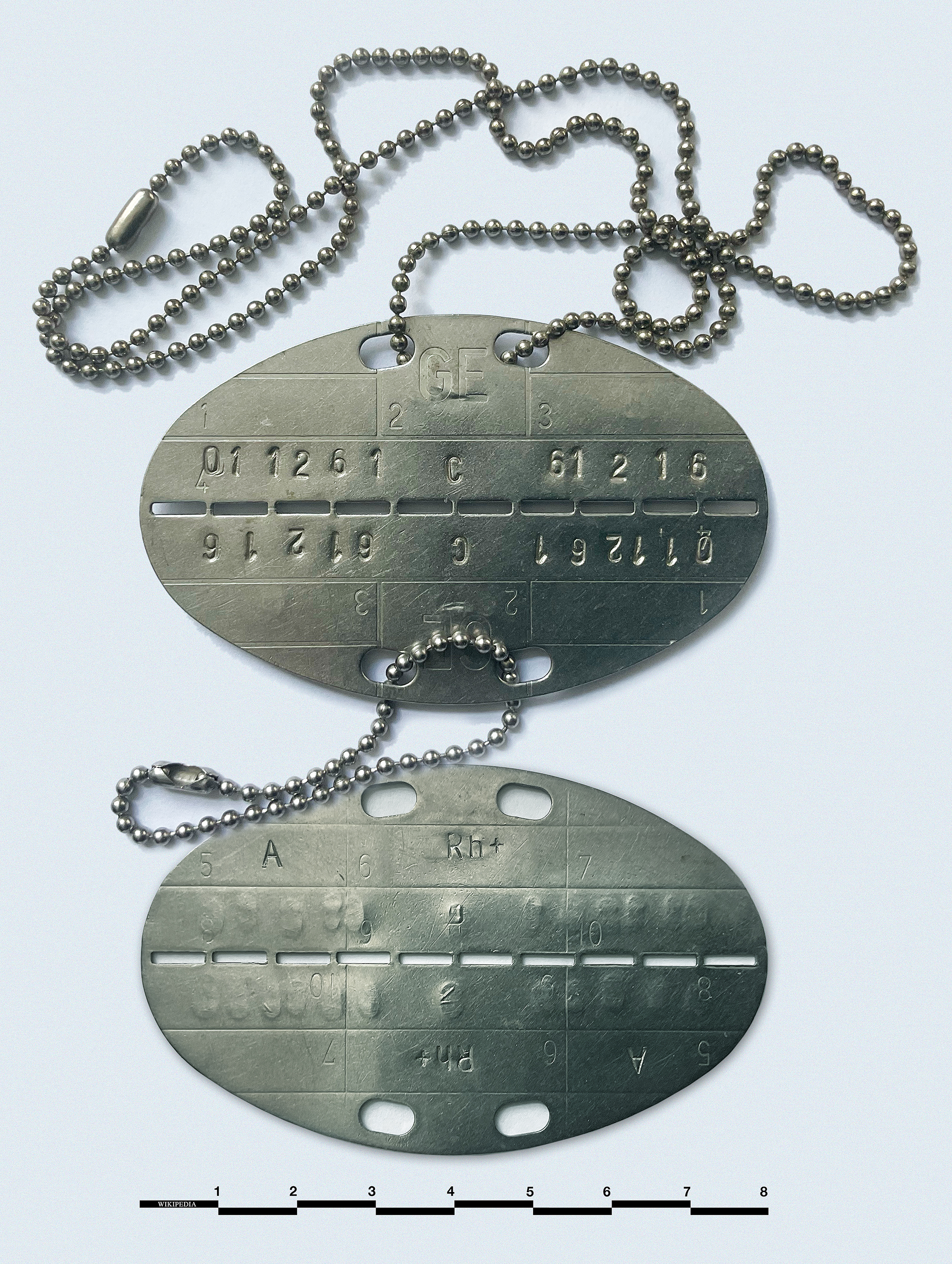
Nieśmiertelnik Bundeswehry z 1983

Nieśmiertelnik – nazwa używanego w wojsku elementu systemu identyfikacji żołnierzy w razie ich śmierci bądź ranienia. Jest to kawałek blachy z perforacją ułatwiającą jej przełamanie na dwie części, którą żołnierz nosi na łańcuszku na szyi. Na blasze wytłoczone są numery identyfikujące żołnierza. Może też składać się z dwóch blaszek identycznej treści noszonych razem (ten drugi system używany jest we współczesnej armii amerykańskiej). Amerykańskie nieśmiertelniki zawierają następujące dane: nazwisko, imię, numer ubezpieczenia, grupa krwi i wyznanie.

## Historia
Pierwsze metalowe nieśmiertelniki prawdopodobnie zaczęto stosować w armii antycznego Rzymu, nazywając je signaculum. Być może wytwarzano je z ołowiu, noszono na szyi i stosowano do IV wieku n.e., jednak są to niepotwierdzone informacje. W czasach nowożytnych używano ich w niektórych oddziałach podczas amerykańskiej wojny secesyjnej w 1865 r. W sposób zinstytucjonalizowany wprowadzono je w armii amerykańskiej w 1906 r., a na szeroką skalę pojawiły się w czasie I wojny światowej. W Armii Czerwonej podczas II wojny światowej funkcję nieśmiertelników miały pełnić drewniane lub gumowe kapsuły, w których zamykano karteczkę z danymi osobowymi.
Art. 17 Konwencji Genewskiej („Konwencja o polepszeniu losu rannych i chorych w armiach czynnych” z 12 sierpnia 1949) stanowi, że:
Strony w konflikcie czuwać będą nad tym, aby pogrzebanie lub spalenie zwłok [było] dokonywane indywidualnie, (...) poprzedzone (...) ustaleniem tożsamości (...). Połowa podwójnej tabliczki tożsamości albo cała tabliczka, o ile jest pojedyncza, pozostanie na zwłokach.
Wcześniejsze konwencje prawa humanitarnego (Konwencja Haska z 1907, Konwencja Genewska z 1927) również, choć w mniej szczegółowy sposób regulowały tę sprawę.
W razie śmierci na polu walki oddziały zbierające zabitych zabierają połowę nieśmiertelnika (zazwyczaj odsyłana jest ona do rodziny poległego), a drugą połowę pozostawiają przy ciele zabitego. Zalecano (np. w polskim wojsku), aby zabitym żołnierzom pozostawianą przy poległym część nieśmiertelnika wkładać do ust – między zęby (ochrona przez kości czaszki w rozkładających się zwłokach, łatwe do znalezienia w przypadku ekshumacji szkieletu nawet po jego przemieszczeniu).
System metalowych nieśmiertelników stosowany był także w odniesieniu do jeńców wojennych przetrzymywanych w obozach jenieckich (także organizowanych przez Niemców podczas II wojny światowej). Wynikało to z postanowień podpisanych przez Niemcy konwencji międzynarodowych, nakazujących prowadzenie ewidencji jeńców. Jednak w 1941 r. przybyłym do Brzezinki (niem. Birkenau) 10 000 jeńcom radzieckim zamiast wydania jenieckiego nieśmiertelnika wytatuowano na piersiach numery ewidencyjne (początkowo władze hitlerowskie planowały, że obóz Auschwitz-Birkenau będzie przeznaczony dla przetrzymywania i eksterminacji jeńców radzieckich). Wskazywało to, że władze hitlerowskie nie zamierzały stosować się do wymogów międzynarodowego prawa wojennego w odniesieniu do tej kategorii jeńców. Abstrahując od humanitarnych aspektów takiego postępowania, było to jednak w świetle tego właśnie prawa wojennego teoretycznie usprawiedliwione – ZSRR nie podpisał żadnych konwencji międzynarodowych dotyczących traktowania jeńców wojennych. W krótkim czasie tatuowanie numerów ewidencyjnych objęło wszystkich więźniów tego obozu.
Obecnie funkcje nieśmiertelników przejmują banki DNA (w armii amerykańskiej zakrojona na masową skalę akcja pobierania materiału genetycznego zaczęła się w latach 90.).

## Nieśmiertelniki w różnych państwach

### Polska

#### 1920–1939

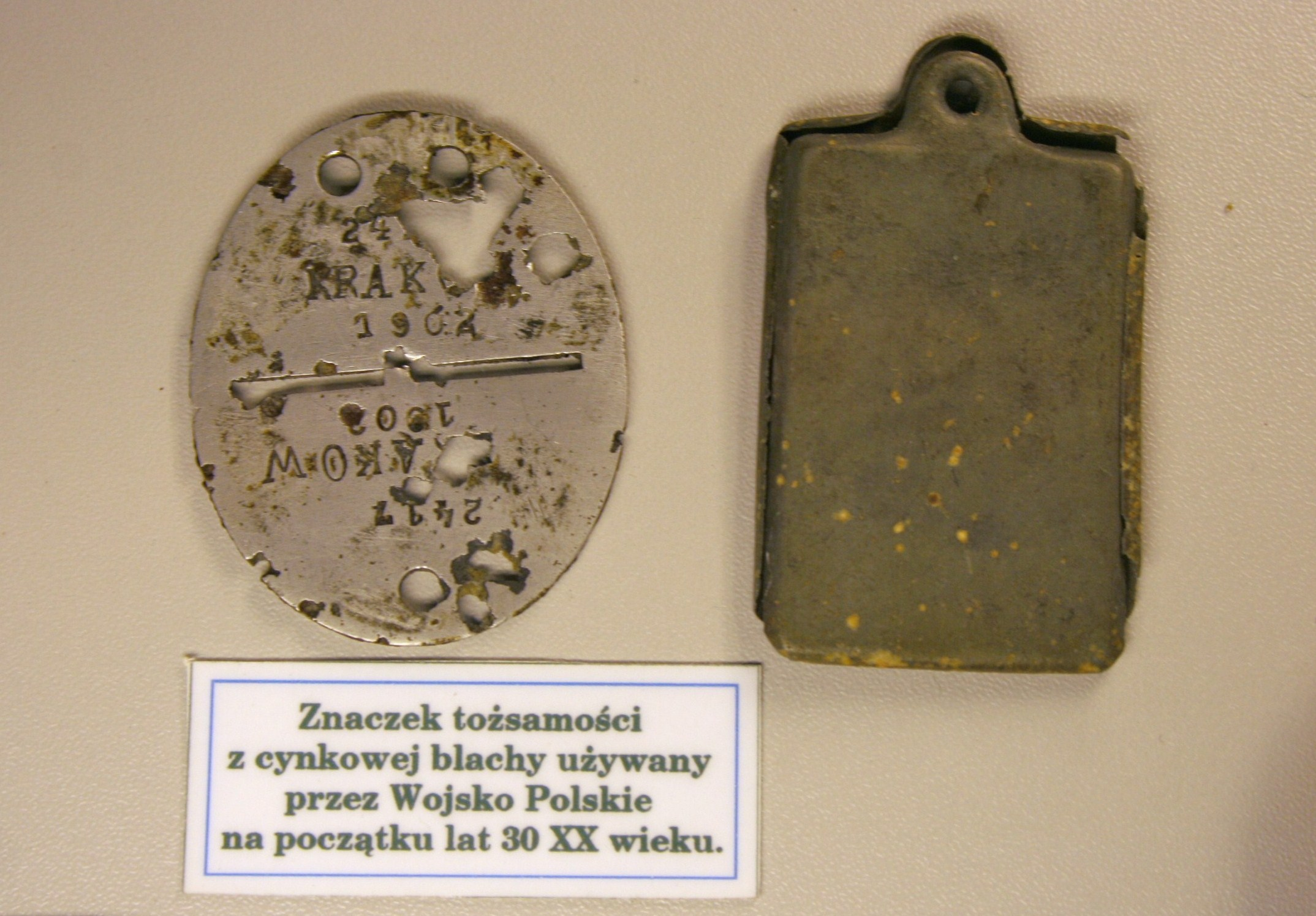
Po prawej nieśmiertelnik wz. 1920, a po lewej wz. 1931

Nieśmiertelniki oficerów WP, ofiar zbrodni katyńskiej, wydobyte z masowych grobów w Charkowie (zbiory Muzeum Katyńskiego)

Rozkazem z dnia 22.12.1920 r. wprowadzono w Polsce znaki tożsamości. W nieśmiertelnik miał zostać zaopatrzony każdy żołnierz. W czasie mobilizacji żołnierz był zobligowany do noszenia znaku tożsamości, który wykonany był z blachy cynkowej z włożoną do wewnątrz kartą tożsamości.
Pierwszy typ nieśmiertelnika (wzorowany na austriackim) tzw. kapsel legitymacyjny (wz. 1920) był wykonany z blachy cynkowej. Miał kształt prostokąta o grubości 0,30 mm i wymiarach 30mm X 50mm. Składał się z dwóch blaszek z pozawijanymi brzegami, wsuwanych jedna w drugą. Każda blaszka była zakończona uszkiem służącym do przeciągnięcia sznurka. Na wewnętrznej stronie każdej blaszki ostrym narzędziem wypisywano stopień wojskowy, imię i nazwisko, rok urodzenia żołnierza oraz oddział macierzysty i numer ewidencyjny. Do środka wsuwano złożoną kartę tożsamości zawierające dane personalne żołnierza.
Wadą tego typu nieśmiertelników była mała odporność na zniszczenie.
W 1931 wprowadzono nowy wzór nieśmiertelnika (wz.1931). Był on owalną blaszką o wymiarach 40 mm x 50 mm grubości 1,5 mm, na osi poprzecznej (krótszej) ma dwa nacięcia szerokości 14 mm ułatwiające przełamanie na pół i trzy otwory średnicy 4 mm na górnej połówce dwa na dolnej jeden. Po obu stronach wybijane były napisy litery wysokości 3 mm cyfry 2 mm, przez dwa górne otwory przewlekany był sznurek długości 750 mm. Nieśmiertelnik noszony był na szyi pod bielizną, nie można było go zdejmować w celu uniknięcia zgubienia. Wykonany był z duraluminium (stała za tym łatwość wybijania). Wybijane były obie strony:
Strona pierwsza (awers):
- imiona i nazwisko
- skrót nazwy wyznania

Strona druga (rewers)
- numer karty ewidencyjnej (liczbę głównej księgi ewidencyjnej)
- łamaną przez pierwszą literę powiatu
- nazwę właściwej Powiatowej Komendy Uzupełnień – PKU (Rejonowej Komendy Uzupełnień – RKU)

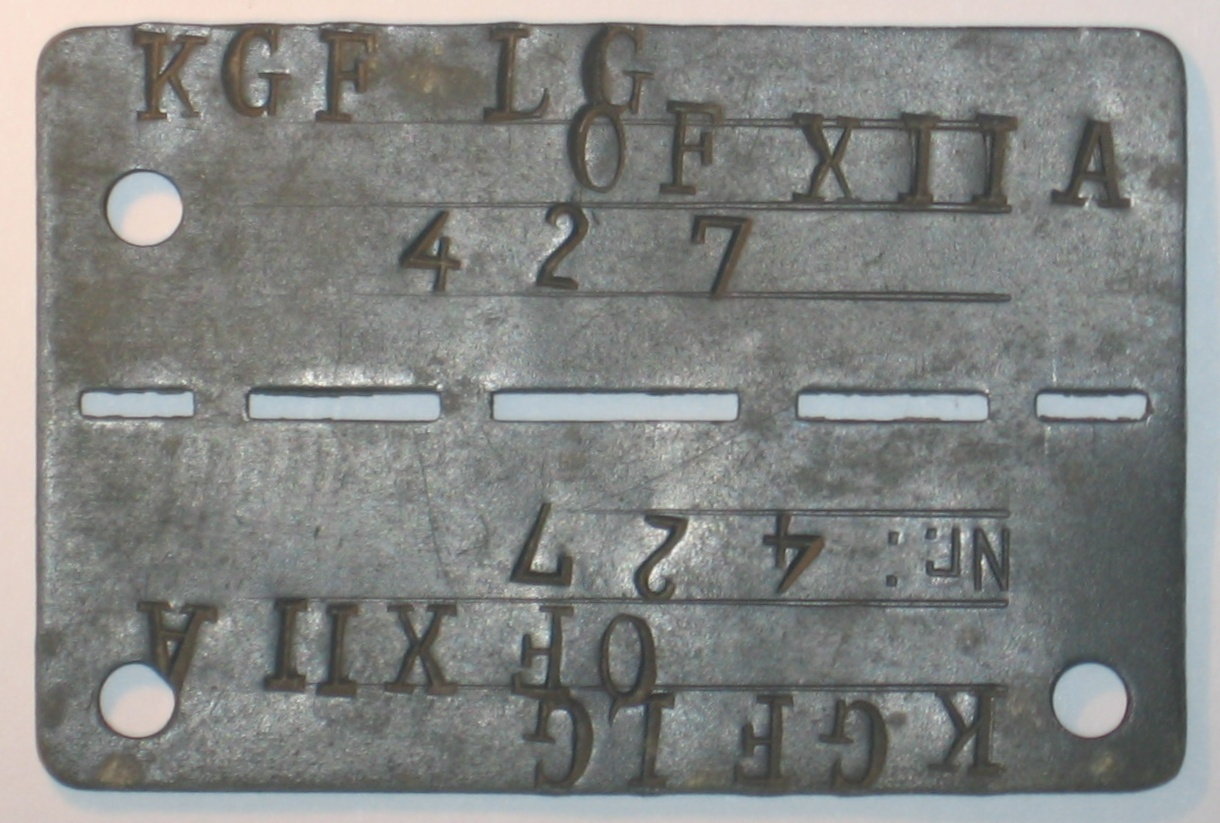
Nieśmiertelnik polskiego żołnierza z niemieckiego obozu jenieckiego okresu II wojny światowej

- rok urodzenia

#### Lata 50. i 60.
Pierwsze powojenne nieśmiertelniki wzorowane były na radzieckich. Miały kształt kwadratu (nie były przełamywane) i wykonane były z aluminium.
Na blaszce znajdowały się:
- nazwa i numer kompanii
- nazwa pułku
- numer indywidualny[4]

Występowały też nieśmiertelniki w postaci ebonitowej fiolki z karteczką do wypełnienia.

#### Lata 70. i 80.
W latach 70. wprowadzono nieśmiertelniki okrągłe. Wykonane były ze stali kwasoodpornej o średnicy 35 mm i grubości 1 mm, na środku posiadały perforacje do przełamywania. Na obu połówkach znajdowały się:
- 7 cyfrowy numer identyfikacyjny;
- nazwę Sił Zbrojnych Polskiej Rzeczypospolitej Ludowej – Siły Zbrojne PRL[4].

#### Od 1990
Po upadku komunizmu w Polsce wprowadzono nowe nieśmiertelniki w Wojsku Polskim (zgodnie z oficjalną nazwą – „tabliczki tożsamości”). Miały one formę metalowego krążka wykonanego ze stali żaroodpornej o średnicy 35 mm i grubości 1 mm, składającego się z dwóch części identycznie opisanych przedzielonych nacięciem do przełamania. Polska tabliczka tożsamości zawierała:
- numer tabliczki;
- nazwę Sił Zbrojnych Rzeczypospolitej Polskiej – Siły Zbrojne RP.

Najnowszy wzór nieśmiertelnika wprowadzono na misję w Afganistanie. Zestaw składa się z dwóch blaszek na łańcuszku kulkowym (obie blaszki połączone są ze sobą „ogniwkiem”, które po wytłoczeniu napisów na nieśmiertelniku zostaje zalutowane). Kształt jest podobny do nieśmiertelników amerykańskich – owalny, ale nieco dłuższy. Materiałem wykonania jest stal żaroodporna o grubości 0,8 mm. Na nieśmiertelniku znajdują się:
- imię i nazwisko żołnierza
- grupa krwi
- numer PESEL
- nazwa Sił Zbrojnych Rzeczypospolitej Polskiej – Siły Zbrojne RP.

Do nieśmiertelników dołączana jest poliwęglanowa karta tożsamości. Docelowo nieśmiertelniki mają posiadać wszyscy żołnierze.

### Rosja i ZSRR

#### I wojna światowa
Z chwilą wybuchu I wojny światowej carscy żołnierze nie posiadali nieśmiertelników. Dopiero 24 stycznia 1917 roku wychodzi rozkaz o wprowadzeniu specjalnego znaku dla rozpoznania zabitych i rannych (wz. 1917). Ten nieśmiertelnik ma postać metalowego medalionu/pudełka (skopiowano wzór austro-węgierskiego nieśmiertelnika) o wymiarach 50x33x4 mm, który składał się z dwóch połówek. Do środka wkładano pergaminową kartkę z danymi. Na karteczce były tylko najistotniejsze dane, tj.: imię, nazwisko, rok i miejsce urodzenia, rok powołania do wojska, wyznanie, numer kompanii (baterii, szwadronu), numer i nazwę pułku. Medalion ten noszono na sznurku lub tasiemce na szyi pod mundurem. Z powodu rewolucji bolszewickiej nie zdążono wyposażyć całej armii w ten typ nieśmiertelnika.

#### 1917–1942
Żołnierze Armii Czerwonej początkowo nie posiadali nieśmiertelników. Nieśmiertelniki wzorowane na carskich wprowadzono dopiero rozkazem z 14 sierpnia 1925 roku. Nieśmiertelniki kilkakrotnie znikały i pojawiały się na wyposażeniu czerwonoarmistów, aż do roku 1941.
15 marca 1941 roku wprowadzono nowy typ nieśmiertelników. Ma on postać ebonitowej fiolki, do której wkładano dwie identycznie zapisane kartki pergaminu z nadrukiem. Nieśmiertelnik wz.1941 należało przechowywać w specjalnej kieszeni spodni (po prawej stronie poniżej pasa), istniała także wersja tego medalionu ze specjalnym uchem do noszenia na szyi. Nieśmiertelniki wycofano w roku 1942.

#### Od 1957

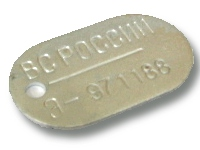
Współczesny nieśmiertelnik rosyjski

Nieśmiertelniki wprowadzono dopiero w roku 1957. Wydawany jest tylko oficerom. Ma kształt owalu o grubości 1,5–2 mm i wymiarach 45x26 mm. W czasie mobilizacji i wojny nieśmiertelniki wydawać powinno się każdemu żołnierzowi Armii Radzieckiej.
W 1995 roku Armia Federacji Rosyjskiej zaczyna wydawać żetony wzoru oficerskiego także szeregowcom, podoficerom i chorążym. Nieśmiertelnik ten od oficerskiego różni się tylko serią, zamiast jednej litery i sześciu cyfr są dwie litery i sześć cyfr.

### Stany Zjednoczone

#### Wojna secesyjna i I wojna światowa
Pierwsze nieśmiertelniki pojawiły się w armii amerykańskiej podczas wojny secesyjnej. Były to karteczki z imieniem, nazwiskiem i adresem przyszywane do płaszczy, w śladowych ilościach pojawiły się także i pierwsze nieśmiertelniki metalowe. Regulaminowe nieśmiertelniki wprowadzono jednak dopiero 20 grudnia 1906 roku. Była to aluminiowa blaszka o rozmiarze 50 centów noszona na szyi. Wybijano na nich imię i nazwisko, stopień, kompanię, pułk, korpus. W roku 1916 dodano druga blaszkę (jedna pozostawała przy ciele, druga zabierana przez oddziały zbierające zabitych). Od roku 1918 na amerykańskich nieśmiertelnikach pojawił się także numer seryjny (w 1969 zastąpiony numerem ubezpieczenia społecznego).

#### II wojna światowa, wojna w Wietnamie i współczesność

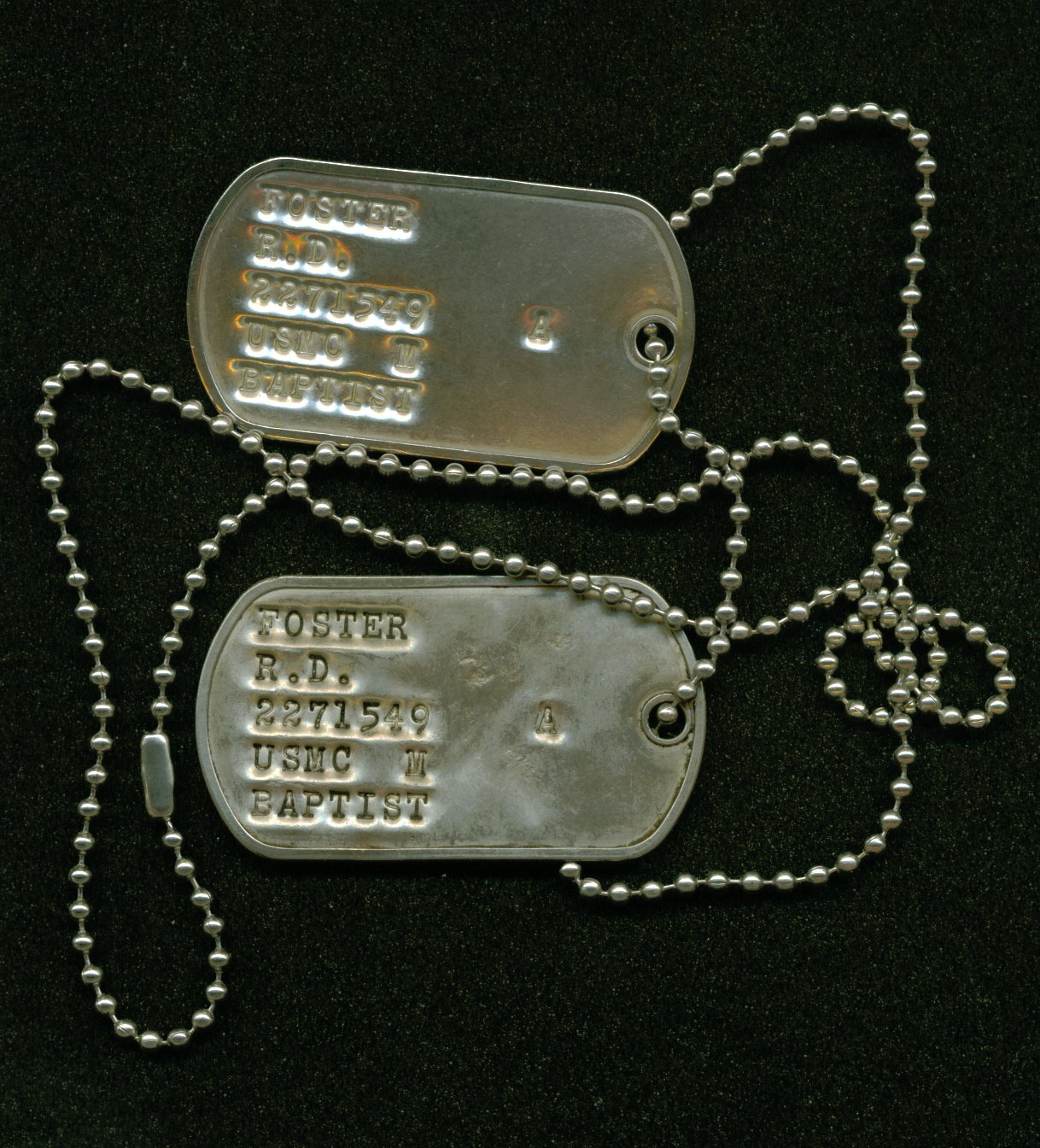
Nieśmiertelnik żołnierza amerykańskiego z okresu wojny w Wietnamie

W czasie II wojny światowej wprowadzono nowy typ nieśmiertelników, który z niewielkimi zmianami jest na wyposażeniu Sił Zbrojnych USA do dziś. Są to dwie identyczne blaszki w kształcie przedłużonego owalu. Złączone są ze sobą łańcuszkiem kulkowym. Nieśmiertelniki nosi się na szyi (na łańcuszku kulkowym). Nieśmiertelniki z czasów II wojny światowej posiadały wycięcie. Było przeznaczone do utrzymywania blaszki w maszynie wybijającej tekst. Z czasem wprowadzono także gumki mające wygłuszyć dźwięk obijających się blaszek. Używane są one do dziś. W czasie II wojny światowej Marines używali swojego typu nieśmiertelnika. Były to dwie owalne blaszki.
Na przestrzeni lat zmieniały się wybijane dane. Dane różnią się też zależnie od formacji.
Dane na współczesnym nieśmiertelniku US Army:
- Nazwisko
- Imię, inicjały
- Numer ubezpieczenia
- Grupa krwi
- Religia

Dane na współczesnym nieśmiertelniku Marines:
- Nazwisko
- Imię, inicjały, grupa krwi
- Numer ubezpieczenia
- Symbol USMC, rozmiar maski przeciwgazowej
- Religia, alergie

### Wielka Brytania[11]

#### Od wojny burskiej do I wojny światowej
Protoplastą nieśmiertelników w Armii Brytyjskiej był używany podczas II wojny burskiej kawałek taśmy z danymi żołnierza. Regulamin nakazywał noszenie taśmy w kieszeni tuniki. Jednakże duży odsetek żołnierzy nie przestrzegał tego zarządzenia. W późniejszym czasie taśmę zastąpiono blaszką.

#### Od I wojny światowej do lat 90. XX wieku

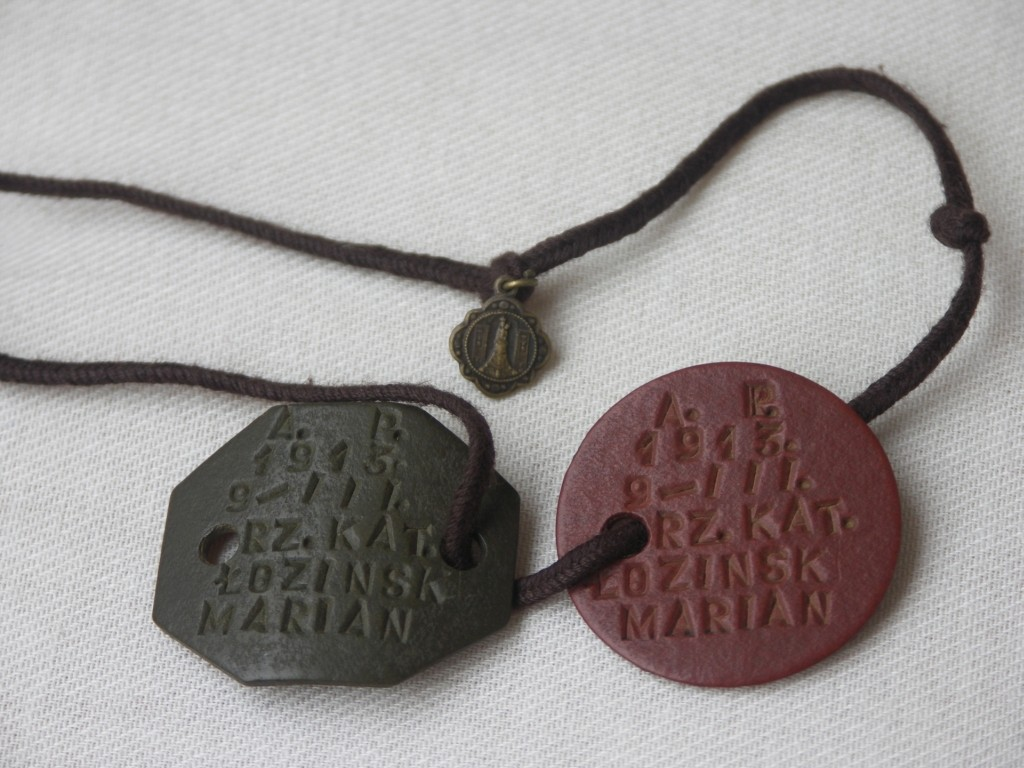
Nieśmiertelnik typu brytyjskiego z czasów II wojny światowej

W czasie I wojny światowej wprowadzono nieśmiertelnik składający się z dwóch dysków, wykonanych z płyty pilśniowej oraz bawełnianego sznurka o długości 96,5 cm (38 cali). Z uwagi na gnicie bawełnianych sznurków, żołnierze często zamieniali je na skórzaną sznurówkę. Jeden dysk był ośmiokątem (o wymiarach 38 × 32 mm) koloru zielonego. Drugi – czerwony był owalny (o średnicy ok. 35 mm). Według regulaminu zielony dysk miał pozostać przy ciele, a czerwony był zabierany i używany jako identyfikator rzeczy prywatnych poległego żołnierza. Żołnierze dodatkowo dostawali też drugi czerwony dysk (przyczepiano je do masek przeciwgazowych). Dane na nieśmiertelniku wybijano ręcznie.
Dane wybijane na nieśmiertelniku brytyjskim starego wzoru:
- 1 Linia: Nazwisko i inicjały
- 2 Linia: Numer służbowy
- 3 Linia: Religia (w razie nie podania, miejsce pozostawało puste)
- 4 Linia: Numer jednostki oraz rodzaj wojsk

#### Współczesność
W latach 90. wprowadzono nowy wzór nieśmiertelników obowiązujący do dziś. Zestaw składa się z dwóch blaszek, jednego długiego łańcuszka (ok. 61 cm) i jednego krótkiego (ok. 11 cm). Owalne blaszki wykonane są ze stali nierdzewnej. Żołnierze sklejają często obie blaszki taśmą izolacyjną – ma to zapobiec niechcianym brzękom obijających się blaszek.
Dane wybijane na nieśmiertelniku brytyjskim nowego wzoru:
- 1 Linia: Grupa krwi
- 2 Linia: Numer służbowy
- 3 Linia: Nazwisko
- 4 Linia: Inicjały
- 5 Linia: Religia (opcjonalne; używa się skrótów: CE – anglikanizm i OD – inna)
- 6 Linia: Rodzaj wojsk (RN, BA, RM lub RAF)

### Niemcy

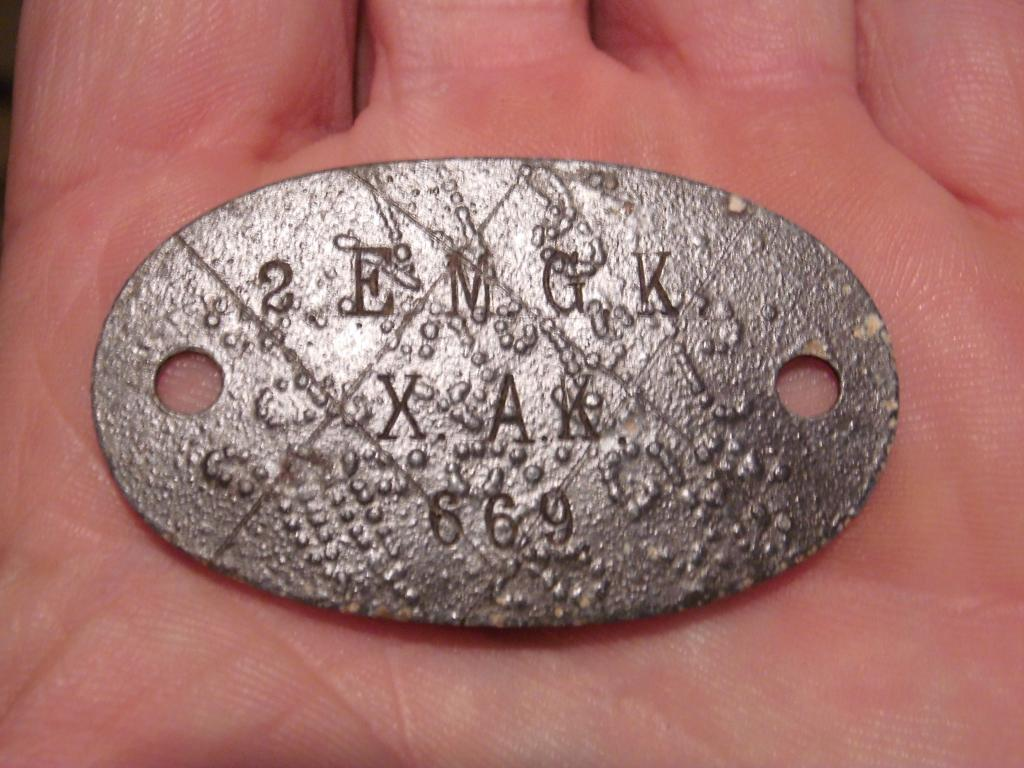
Jeden z wariantów nieśmiertelnika wz. 1878

Koncepcja identyfikacji poległych żołnierzy najprawdopodobniej przywędrowała do Prus z USA, zapożyczona przez pruskich obserwatorów przebywających w Stanach Zjednoczonych podczas wojny secesyjnej. Pierwszy wzór nieśmiertelnika wprowadzono 29.4.1869 r. pod nazwą Rekognitionsmarke. Miał formę cienkiej prostokątnej mosiężnej blaszki z wytłoczonym rantem zawierające podstawowe informacje o żołnierzu: jednostkę (przeważnie pułk lub batalion), nr kompanii i nr żołnierza. Znaki repusowane stemplami pozytywowymi od tyłu. Doświadczenia wojny franko-pruskiej 1870-71 doprowadziły do wprowadzenia nowego wzoru nieśmiertelnika 10.1.1878. Miał formę owalnej blaszki 5x3cm przeważnie z 2 otworami do przewleczenia sznurka, zawierającej podobne do poprzedniego wzoru dane. W 1878 zmienił oficjalną nazwę na Erkennungsmarke. 
W wyniku doświadczeń pierwszych miesięcy I wojny światowej niemieckie dowództwo zdecydowało się wprowadzić nowy wzór nieśmiertelnika w czerwcu 1915. Powiększono owalny wz.1878 do wymiarów ok. 7x5cm. Poza powyższymi danymi zawierał imię, nazwisko, datę urodzenia i adres żołnierza. Nieśmiertelniki wz.1915 produkowano przeważnie z blachy cynkowej. Rok później, w 1916 wprowadzono 3 perforacje wzdłuż dłuższej osi nieśmiertelnika, umożliwiające przełamanie go na pół w przypadku śmierci żołnierza. Modyfikacja spowodowała bicie 2 kopii zestawu danych z nieśmiertelnika wz.1915 na każdej z połówek. 1 połówka zostawała na ciele poległego żołnierza, drugą zabierano do jednostki macierzystej w celach administracyjnych. Dolna połówka nieśmiertelnika z 1916 nie miała jednak trzeciego otworu, który wprowadzono rok później. 16.9.1917. W tej formie bez większych zmian nieśmiertelnik niemiecki pozostał w użyciu co najmniej do 1945 r. Istniało wiele nieoficjalnych wariantów powyższych wzorów wykonywanych samodzielnie przez żołnierzy, stąd obecność w materiale źródłowym podobnych nieśmiertelników z mosiądzu, srebra (wytartych monet), aluminium, miedzi itd. 
Zobacz też: Nieśmiertelnik Wehrmachtu

### Francja

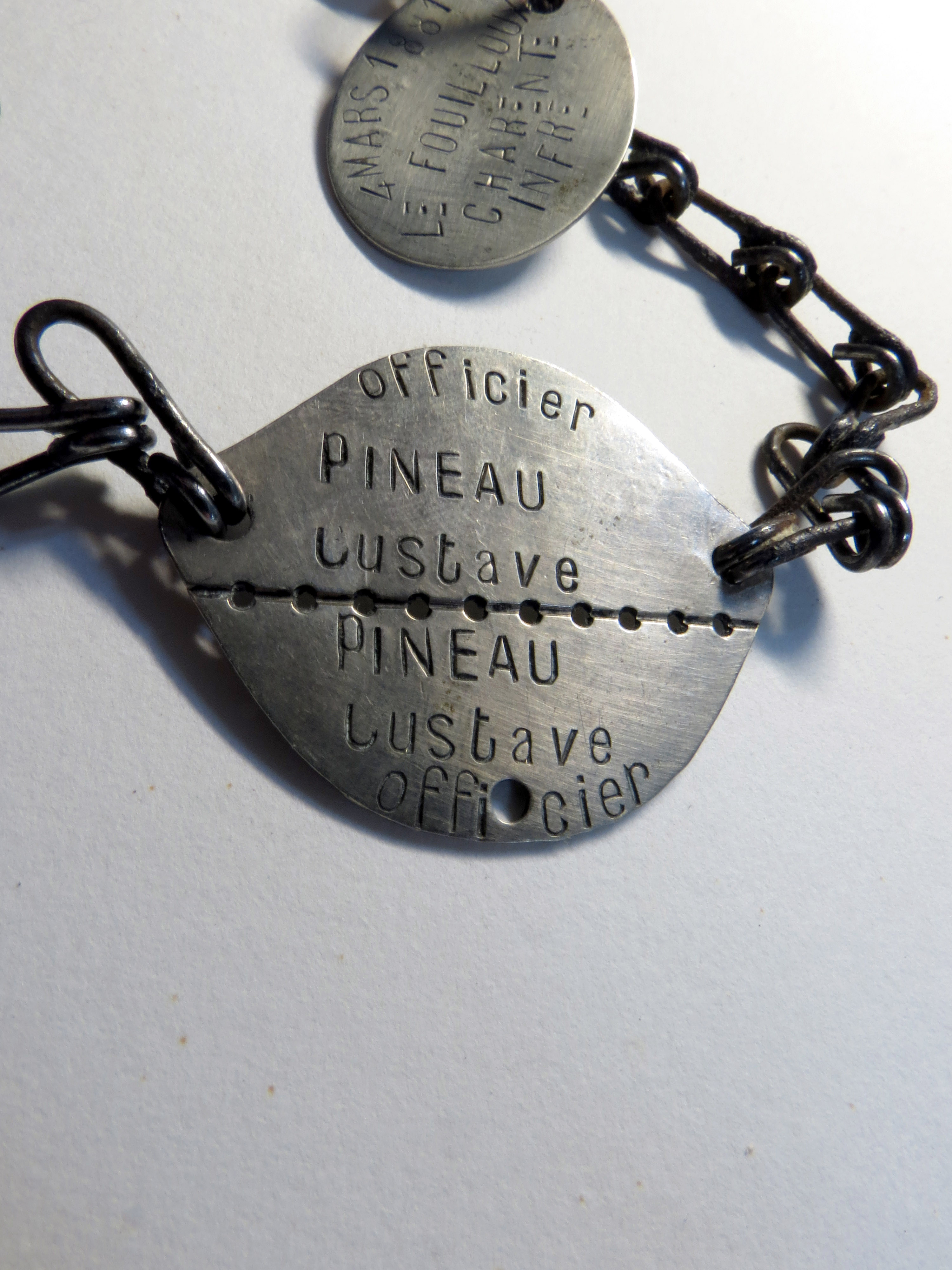
Nieśmiertelnik francuski mle 1918 (na górze mle 1881)

Pierwsze znaki tożsamości w armii francuskiej wprowadzono 21.10.1881 w wyniku wniosków służb sanitarnych zebranych w okresie wojny franko-pruskiej 1870-71. Podobnie do niemieckich, miały owalną formę, wykonywano je z blachy aluminiowej lub stalowej, były jednak mniejsze. Miały 1 otwór do zawieszenia na szyi. 14.5.1915 wprowadzono drugi wzór nieśmiertelnika, który od pierwszego różnił się 2 otworami. Z uwagi na niewielki rozmiar, żołnierze często robili z nich bransoletki. Na nieśmiertelnikach nanoszono imię, nazwisko, rok wcielenia do armii, na odwrocie - ośrodek mobilizacji i numer rejestracyjny. Od 27.4.1916 nieśmiertelniki wytwarzano z melchioru. 12.7.1918 wprowadzono kolejny wzór nieśmiertelnika, podobnie jak niemieckie - łamany wzdłuż linii otworów, używany aż do lat 60. XX w.
Francuskiego wzoru nieśmiertelniki używały też inne kraje: Serbia, Belgia, Czechosłowacja (Korpus Czechosłowacki wz.1881), Polska (Błękitna Armia, wz.1918), Grecja, Syjam.